# Harald Winkler
Harald Winkler (Graz, 17 dicembre 1962) è un ex bobbista ed ex velocista austriaco, campione olimpico nel bob a quattro a Albertville 1992.

## Biografia
Ex velocista nell'atletica leggera, ha vinto la medaglia di bronzo ai campionati nazionali assoluti del 1989 nei 100 m.
Prese parte a tre edizioni dei Giochi olimpici invernali: a Calgary 1988 si classificò al quinto posto nel bob a due e al settimo nel bob a quattro. Quattro anni dopo, ad Albertville 1992, vinse invece la medaglia d'oro nel bob a quattro con i compagni Ingo Appelt, Gerhard Haidacher e Thomas Schroll, superando l'equipaggio svizzero e quello tedesco: il tempo totalizzato fu di 3'53"90, con un distacco leggero dagli avversari, 3'53"92 e 3'54"13 i loro tempi. Gareggiò anche a Lillehammer 1994, concludendo la gara a quattro al quarto posto.
Ha inoltre partecipato ad alcune edizioni dei campionati mondiali, conquistando in totale due medaglie. Nel dettaglio i suoi risultati nelle prove iridate sono stati, nel bob a due: nono a Sankt Moritz 1987; nel bob a quattro: medaglia di bronzo a Sankt Moritz 1990 con Ingo Appelt, Gerhard Redl e Jürgen Mandl e medaglia d'argento a Igls 1993 con Hubert Schösser, Gerhard Redl e Gerhard Haidacher..
Agli europei ha invece conquistato tre medaglie nel bob a quattro: oro a Winterberg 1989, argento a Igls 1990 e bronzo a Sankt Moritz 1993.

## Palmarès

### Bob

#### Olimpiadi
- 1 medaglia:
  - 1 oro (bob a quattro ad Albertville 1992).

#### Mondiali
- 2 medaglie:
  - 1 argento (bob a quattro a Igls 1993);
  - 1 bronzo (bob a quattro a Sankt Moritz 1990).

#### Europei
- 3 medaglie:
  - 1 oro (bob a quattro a Winterberg 1989);
  - 1 argento (bob a quattro a Igls 1990);
  - 1 bronzo (bob a quattro a Sankt Moritz 1993).

### Atletica leggera

#### Campionati nazionali
1989
- Bronzo ai campionati austriaci assoluti, 100 m - 10"54 (+2,2)